# Bühlertann
Bühlertann ist eine Gemeinde im baden-württembergischen Landkreis Schwäbisch Hall und das letzte Dorf im Bühlertal, in dem der schwäbische Dialekt gebräuchlich ist; das nächste Dorf talabwärts liegt schon im ostfränkischen Dialektgebiet.

## Name
Im regionalen Dialekt wird der für die Gemeinde namengebende Hauptort kurz Dann [dan] genannt.

## Geografie

### Geografische Lage
Bühlertann hat Anteil an den Naturräumen Schwäbisch-Fränkische Waldberge und Hohenloher-Haller Ebene. Der staatlich anerkannte Erholungsort liegt zwischen der Kreisstadt Schwäbisch Hall (etwa 15 km Luftlinie im Nordwesten) und Ellwangen (etwa 19 km Luftlinie im Südosten) im Tal der Bühler, die ca. 17 km weiter nordnordwestlich dem Kocher zufließt. Das Gemeindegebiet erstreckt sich auf einer Fläche von knapp 24 km² zwischen dem mit knapp 370 m tiefsten Punkt im Norden (an der Bühler bei deren Übertritt nach Obersontheim) und ungefähr 505 m Höhe im Osten (nordnordöstlich von Hettensberg im Waldgebiet Schäfer bzw. östlich der K 2628 nach Kammerstatt im Waldgebiet Sauerberg).

### Geologie

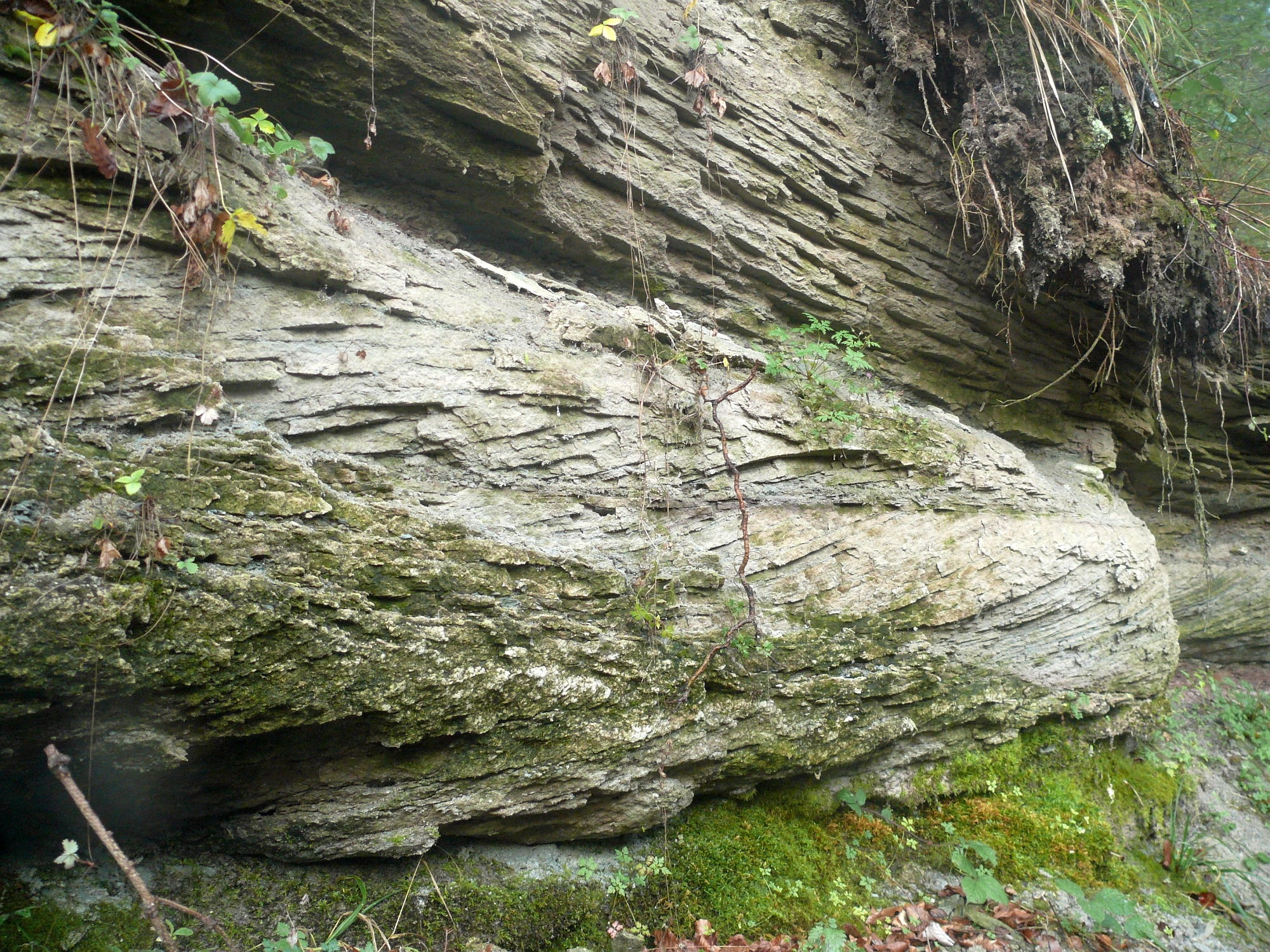
Hassberge-Formation (Unterer Kieselsandstein), Schrägschichtung, unmittelbar über den Mergeln der Lehrbergschichten, Bachklinge bei Bühlertann

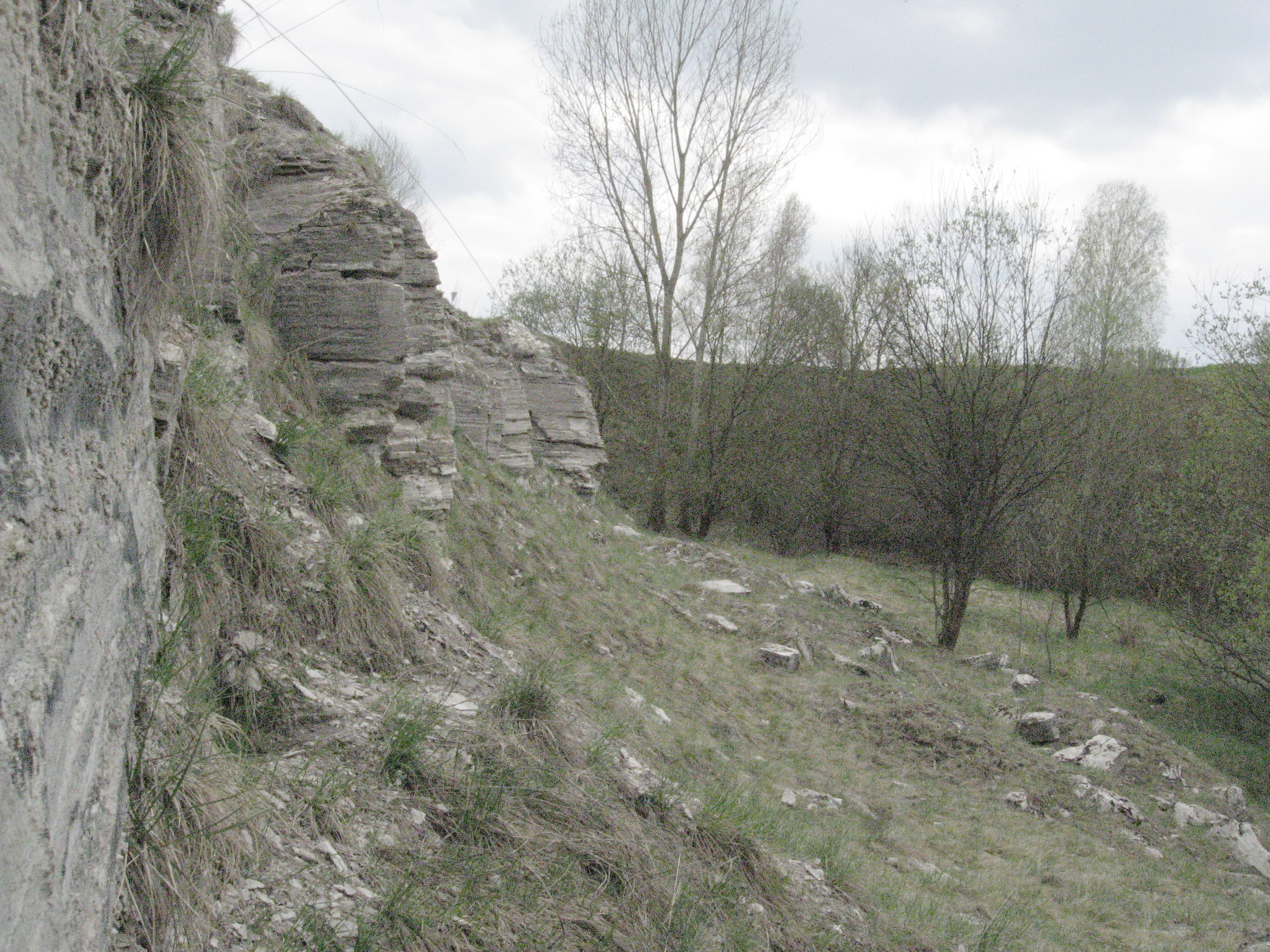
Grabfeld-Formation, Alter Gipsbruch am Alten Galgenberg bei Bühlertann

Die die Bühlertanner Gemarkung etwa von Süd nach Nord in einer weiten Wiesenaue durchziehende Bühler fließt südlich des Hauptorts fast ganz im Gipskeuper (Grabfeld-Formation), auf der verbleibenden Reststrecke im Lettenkeuper; jenseits der Grenze in Obersontheim steht dann erstmals Muschelkalk an. Links des Flusses trennt ein kleiner Höhenzug, östlichster Ausläufer der Limpurger Berge, das Bühlertal vom südsüdöstlich verlaufenden Nebental der beim Teilort Kottspiel mündenden Fischach. Diese wenig bedeutenden Erhebungen enden meist im Gipskeuper, an einer Stelle (schon in der Bühlerzeller Exklave, 447 m) wird gerade noch der Schilfsandstein erreicht. Die Höhen zur Rechten, Teil der Ellwanger Berge, ragen weiter auf und sind stärker profiliert; die Schichtenfolge endet hier zumeist in dem um Fronrot eine Hochfläche bildenden Kieselsandstein, am Ostrand der Gemeinde bei Kammerstatt tritt sogar einmal Stubensandstein auf. Die Bergrücken zwischen den östlichen Seitentälern haben oft die Gestalt von Verebnungsflächen, je nach Höhe in den Estherienschichten des oberen Gipskeupers, im Schilfsandstein oder im Kieselsandstein. An den Talhängen bilden die ersten beiden oft Stufen. Im nördlichen Gemeindegebiet gibt es an zwei Stellen aufgelassene Gipsbrüche.

### Nachbargemeinden
Die Gemeinde grenzt im Norden an Obersontheim, im Nordosten an Frankenhardt, im Osten an Rosenberg im Ostalbkreis, im Süden an Bühlerzell und im Westen wieder an Obersontheim bzw. auf einem kleinen Stück an die Bühlerzeller Exklave Leippersberg.

### Gemeindegliederung
Die Gemeinde besteht aus 16 Dörfern, Weilern, Höfen und Häusern. Neben dem namengebenden Hauptort Bühlertann gehören die Weiler Blashof, Fronrot, Halden, Hettensberg, Heuhof, Kottspiel, Vetterhöfe, das Schloss Tannenburg auf einem Ausläufer der Ellwanger Berge, der Hof Himmelreich und die Häuser Avenmühle, Kreidelhaus, Niedermühle, Tannberghalden und Weidenmühle zur Gemeinde. Die Stelle des früheren Fallhauses ist heute von einer neueren Siedlung Bühlertanns überbaut. Auf der Gemarkung von Bühlertann liegen die abgegangenen Ortschaften Altensusenberg, Bechrer, Gagernberg, Klumpertshof, Neherer, Rattelshofen, Suorenberg, Tanbach, Teutlershof und Wehen.
- Der namengebende Hauptort Bühlertann liegt an der Verengung der Talaue der Bühler, die vorher von Kottspiel im Süden in einer weiten Schwemmebene nach Norden zieht und dabei den Dammbach von rechts aufnimmt. Der alte Ortskern liegt mit Rathaus, St. Georg und Gangolfskapelle auf einem nicht sehr hohen, aber hochwassersicheren Hügel auf der linken Flussseite dicht an einem Flussübergang. Jenseits der flachen Talmulde des hier aus Westen mündenden kleinen Seegrabens, der zuletzt unterirdisch läuft und an der Flussbrücke der Ellwanger Straße mündet, war weiter südlich ein weiterer, kleiner Siedlungskern mit der alten Dorfmühle, der mit dem größeren zusammenwuchs. Das Dorf wurde dann erst nach Osten in eine Talbucht jenseits des Bühlerübergangs wie auch nordwärts in einen Auenkeil in Richtung zur talabwärtigen Niedermühle erweitert. Spätere Erweiterungen füllten die genannte Talbucht östlich der Bühler vollends, nutzten den westlichen Hangfuß des sie nördlich einfassenden Weinbergs gegenüber der Niedermühle und bebauten den Hügel im Dreieck zwischen der nördlich laufenden Talstraße (Obersontheimer Straße), der nordwestlichen L 1060 und der Eierbach-Mulde. Das jüngste ausgewiesene Neubaugebiet liegt im Westen in der flachen und hier sehr breiten Mulde des Seegrabens.
Durch den Hauptort verkehren die Linien 12 (Schwäbisch Hall–Bühlerzell) und 13 (Schwäbisch Hall–Ellwangen) des Kreisverkehrs Schwäbisch Hall, für die Linien 17A ins Fischachtal und 49 nach Gaildorf ist hier Endstation. Daneben besorgt die Linie 12AC den Schülerverkehr gemeinsam für Bühlertann und Bühlerzell.

- Das Gehöft Blashof liegt wenig östlich des Weilers Halden am Fuß der Erbishalde, über die der westliche Bergsporn der Tannenburg nach Süden zum Avenbach abfällt, an einer Sackstraße und knapp zweieinhalb Kilometer südöstlich des Hauptorts.

- Der Weiler Fronrot liegt etwa dreieinhalb Kilometer ostsüdöstlich von Bühlertann an der Straße von dort nach Ellwangen (L 1060) nach deren Anstieg auf die Hochebene des Ellwanger Berge. Er ist eine Rodungsgründung und hat heute etwa 200 Einwohner und eine Kapelle.

- Der Weiler Halden liegt mit zwei Siedlungskernen etwa zwei Kilometer südöstlich des Hauptorts und südlich des Sporns der Tannenburg auf einer Geländestufe zwischen den Ellwanger Bergen und der Bühlertalaue. Er hat eine Haltestelle des lokalen Schülerverkehrs.

- Der Weiler Hettensberg liegt etwa dreieinhalb Kilometer östlich von Bühlertann und etwas nördlich von Fronrot an der Straße von dort nach Gründelhardt, eben noch auf der Hochebene. In der Ortsmitte liegt eine Kapelle und lag früher eine inzwischen aufgefüllte Wette, von dem aus der Hettensbach durch eine steile Waldklinge nach Westen zu Dammbach und Bühler fließt. Der Ort wird nur vom Schülerverkehr angefahren.

- Der Weiler Heuhof liegt wenig südlich von Halden auf der dort schon erwähnten Geländestufe und besteht aus nur wenigen landwirtschaftlichen Gehöften. Durch die Siedlung führt eine Verbindungsstraße von Halden zur Bühlertalstraße bei der Weidenmühle.

- Der Weiler Kottspiel liegt etwa zweieinhalb Kilometer südlich von Bühlertann im Tal der Bühler, der hier von rechts der Avenbach und von links die Fischach zulaufen, hat etwa 230 Einwohner und eine Kapelle und wird von der Linie 12 des Kreisverkehrs bedient. In beide Seitentäler – beim Fischachtal mit anfänglichem Umweg über Bühlerzell-Geifertshofen – gehen hier von der Bühlertalstraße Nebenstraßen ab.

- Der Weiler Vetterhöfe liegt etwa zwei Kilometer östlich des Hauptorts auf mittlerer Höhe zwischen den Taleinschnitten des Dammbachs im Süden und des Nesselbachs im Norden. Er besteht aus einigen Gehöften, wird nur vom Schülerverkehr angefahren und liegt für den allgemeinen Verkehr an einer Stichstraße.

- Die Tannenburg liegt auf einem weithin sichtbaren westlichen Bergsporn der Ellwanger Berge etwa anderthalb Kilometer südöstlich des Hauptortes, dem Burggebäude gesellt sich neben Wirtschaftsgebäuden nur ein einzelnes Wohnhaus zu. Der Wohnplatz liegt an einer Sackstraße und wird nicht vom Nahverkehr bedient. Eine Treppe am Hang nach Süden verbindet mit Halden, die Schlosskapelle dient zuweilen dessen Bewohnern als Gottesdienstraum.

- Der Hof Himmelreich liegt keinen halben Kilometer nordöstlich der Vetterhöfe am südlichen Hang des Nesselbachtales und ist nur von dort über eine Stichstraße zu erreichen.

- Die Avenmühle liegt etwa zweieinhalb Kilometer südöstlich des Hauptorts am Avenbach an einer Verbindungsstraße von Halden nach Bühlerzell-Holenstein und wird nur vom Schülerverkehr bedient.

- Das Fallhaus stand inmitten der inzwischen größtenteils bebauten Talbucht im Bühlertanner Osten in der Nähe der heutigen Bühlertalhalle.[8]

- Das Kreidelhaus ist ein Einzelhaus dicht an der Avenmühle.

- Das Einzelhaus Tannberghalden liegt am unteren nordseitigen Abfall des Tannenburgsporns neben der Steigenstrecke der L 1060 nach Ellwangen, etwa anderthalb Kilometer südöstlich von Bühlertann.

- Die Niedermühle war früher die untere Wassermühle von Bühlertann an der Straße nach Obersontheim. Im 20. Jahrhundert wurde hier zeitweilig Gips gebrannt.

- Die Weidenmühle liegt etwa zwei Kilometer südlich des Hauptorts in der weiten Bühlertalaue zwischen Kottspiel und Bühlertann und hat eine Haltestelle des Schülerverkehrs.

### Flächenaufteilung
Nach Daten des Statistischen Landesamtes, Stand 2014.

## Geschichte

### Geschichte im alten Reich
Während der Zeit der Stammesherzogtümer lag Bühlertann im südlichen Randgebiet des Herzogtums Franken. 1228 wurde der Ort erstmals in einer Urkunde genannt. Die Tannenburg und der Ort gehörten seit dem Hochmittelalter zum Herrschaftsgebiet des Klosters bzw. der Fürstpropstei Ellwangen. Seit dem 14. Jahrhundert besaß der Ort Marktrechte und war Sitz eines adeligen Vogts der Propstei. In Bühlertann und dem Ortsteil Halden gab es von 1611 bis 1614 eine Hexenverfolgung. Neun Frauen gerieten in einen Hexenprozess, den keine überlebte. Als letztes Opfer starb Engla Kugler, die Frau des Schmiedes Melchior Kugler, im Jahr 1614 durch Hinrichtung. Seit Ende des 16. Jahrhunderts gab es eine Schule und einen Schulmeister am Ort.

### Geschichte seit württembergischer Zeit
Im Vorgriff auf den 1803 wirksamen Reichsdeputationshauptschluss kam Bühlertann mit der Fürstpropstei bereits 1802 an das Herzogtum Württemberg, seit 1806 Königreich, und wurde dem neuen Oberamt Ellwangen zugeordnet. Fürs Jahr 1886 wird eine Einwohnerzahl von 1509 genannt, im Jahr 1939 betrug sie 1365 Personen. Bühlertann wurde 1938 im Zuge der Verwaltungsreform während der NS-Zeit in Württemberg in den Landkreis Schwäbisch Hall eingegliedert. Da der Ort nach dem Zweiten Weltkrieg Teil der Amerikanischen Besatzungszone geworden war, gehörte er somit seit 1945 zum neu gegründeten Land Württemberg-Baden, das 1952 im jetzigen Bundesland Baden-Württemberg aufging.

### Religion
Bühlertann ist seit jeher überwiegend katholisch geprägt. Die Pfarrkirche Sankt Georg wurde im 13. Jahrhundert im Bistum Würzburg gegründet, war aber im 17. Jahrhundert so baufällig geworden, dass sie in der Zeit nach dem Dreißigjährigen Krieg 1661 neu erbaut wurde. Auch dieses Kirchengebäude war nach 200 Jahren derart renovierungsbedürftig, dass es außer dem in spätgotischem Stil erhaltenen Turm abgerissen wurde und durch den von 1860 bis 1863 errichteten Neubau ersetzt wurde, der heute noch besteht. Die Kapelle St. Gangolf beim Friedhof wurde bereits um das Jahr 1500 erbaut.
Die Kirchengemeinde St. Georg Bühlertann mit Peter und Paul in Obersontheim gehört zur Seelsorgeeinheit Oberes Bühlertal im Dekanat Schwäbisch Hall der Diözese Rottenburg-Stuttgart. In den Ortsteilen gibt es die Kirchengemeinden St. Leonhard in Kottspiel und St. Maria in Fronrot, letztere ist eine Filialkirchengemeinde, zu der auch die Kirche Zur Unbefleckten Empfängnis im Ortsteil Hinteruhlberg der Nachbargemeinde Frankenhardt gehört. Gelegentlich wird auch die Schlosskapelle St. Maria Magdalena der Tannenburg etwa für Trauungen genutzt.
Die evangelischen Bewohner von Bühlertann werden von deren Kirchengemeinde in Obersontheim betreut.

## Politik

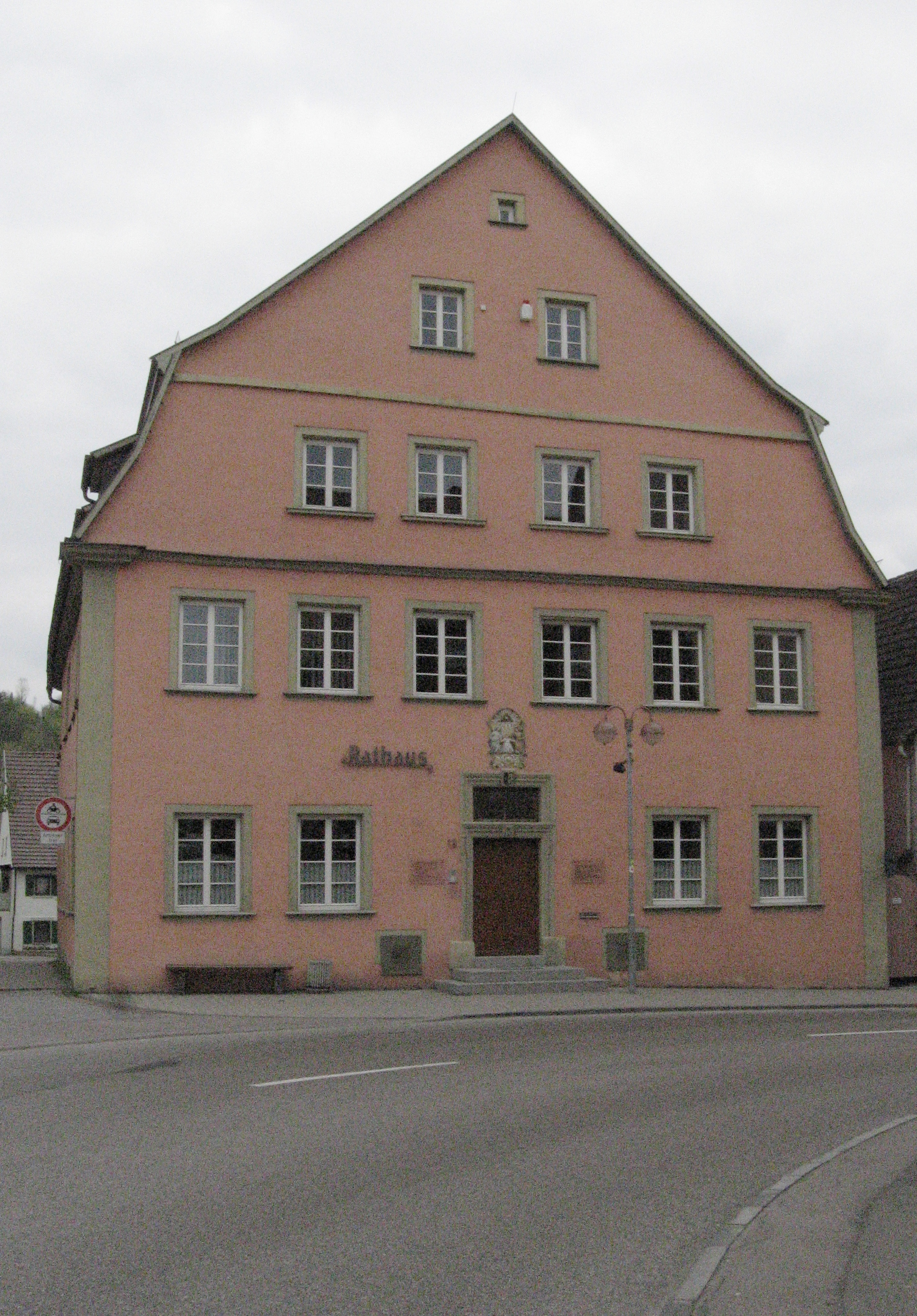
Rathaus Bühlertann

### Gemeinderat
Der Gemeinderat umfasst 13 Personen. Er besteht aus den gewählten ehrenamtlichen Gemeinderäten und dem Bürgermeister als Vorsitzendem. Der Bürgermeister ist im Gemeinderat stimmberechtigt. Die Kommunalwahl am 9. Juni 2024 führte zu folgendem vorläufigen Endergebnis. Die Wahlbeteiligung betrug 66,45 Prozent (2019: 59,1 %).
| Liste             | Stimmenanteil | Sitze |
| Aktive Bürger     | 56,10 %       | 7     |
| Engagierte Bürger | 43,90 %       | 6     |

### Bürgermeister
Der Polizeihauptkommissar Florian Fallenbüchel wurde im September 2019 im ersten Wahlgang zum neuen Bürgermeister gewählt. Er ist Nachfolger von Michael Dambacher, der das Amt seit 2010 innehatte und als Oberbürgermeister nach Ellwangen wechselte. Dessen Vorgänger war Hans Weiss, der das Amt 32 Jahre lang bekleidete.

### Verwaltungsverband
Die Gemeinde ist Mitglied im Gemeindeverwaltungsverband Oberes Bühlertal mit Sitz in Obersontheim.

### Partnerschaften
Bühlertann pflegt freundschaftliche Beziehungen zur Stadt Gaspar bei Blumenau im Staat Santa Catarina in Süd-Brasilien. Dort leben Nachkommen vieler Auswanderer aus Deutschland und anderen europäischen Ländern, darunter auch solcher aus Bühlertann. Seit 2011 gibt es solche Beziehungen auch zur polnischen Gemeinde Skierbieszów in der Woiwodschaft Lublin im Osten des Landes.

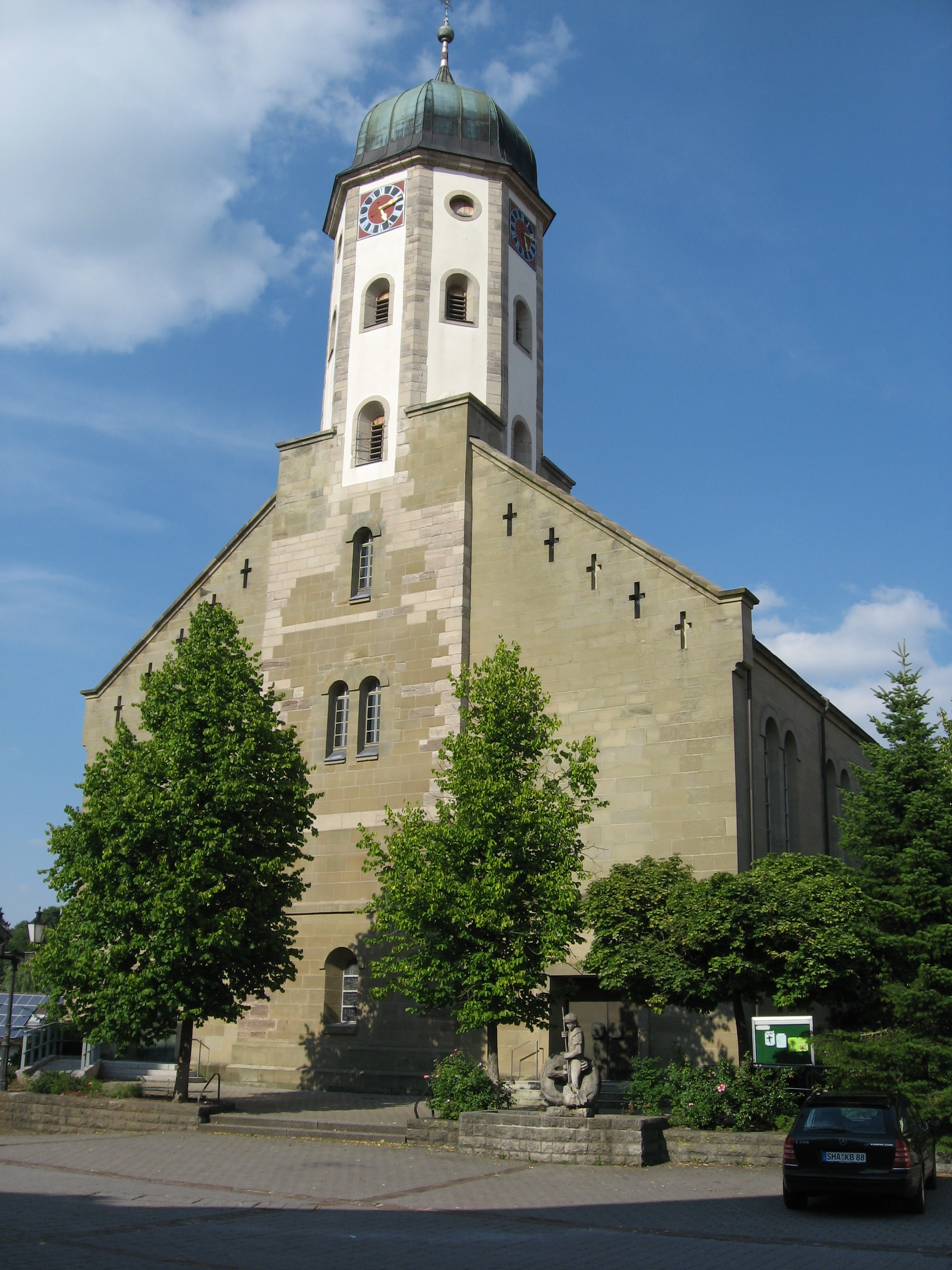
St. Georg in Bühlertann

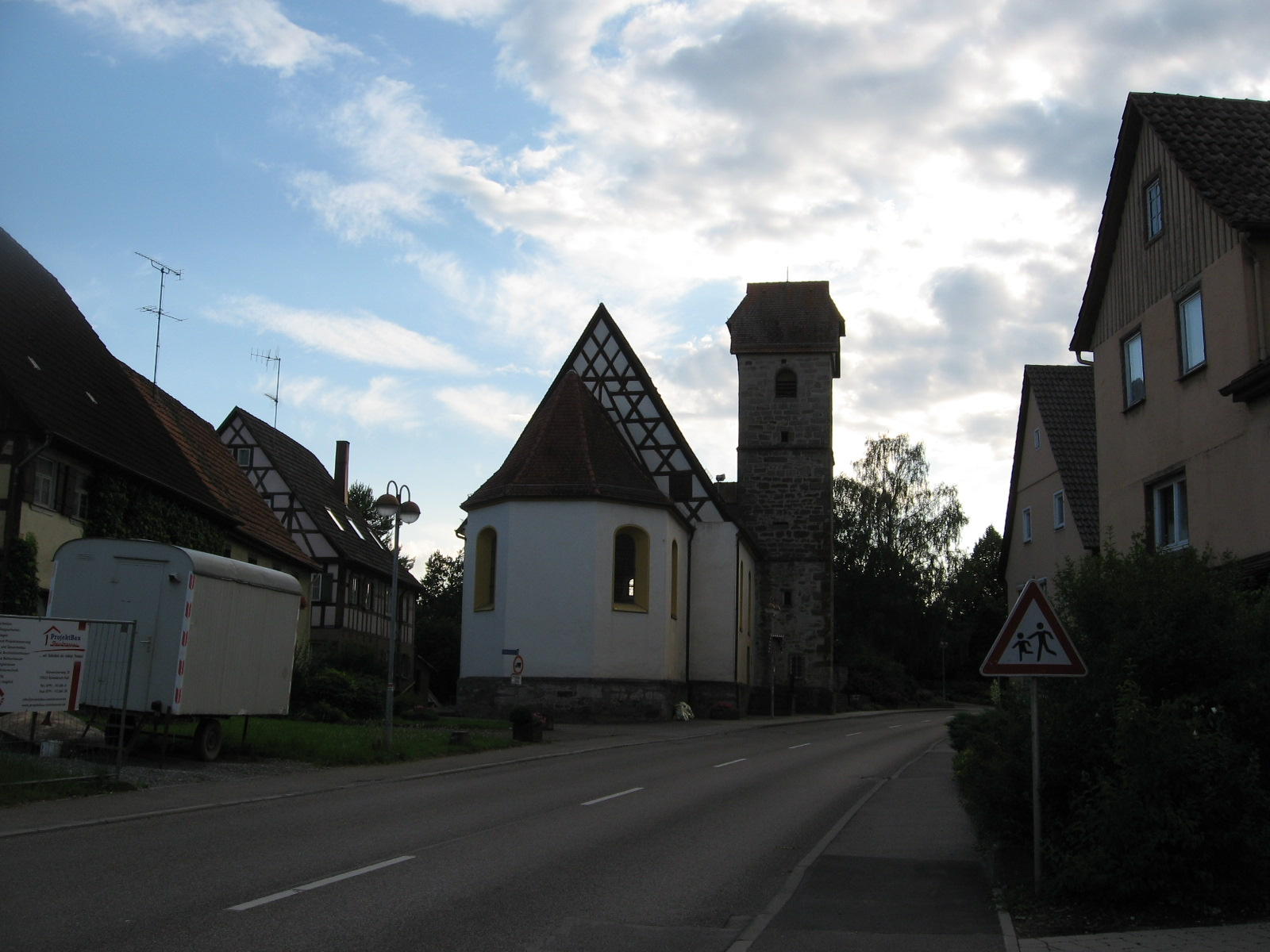
Gangolfskapelle

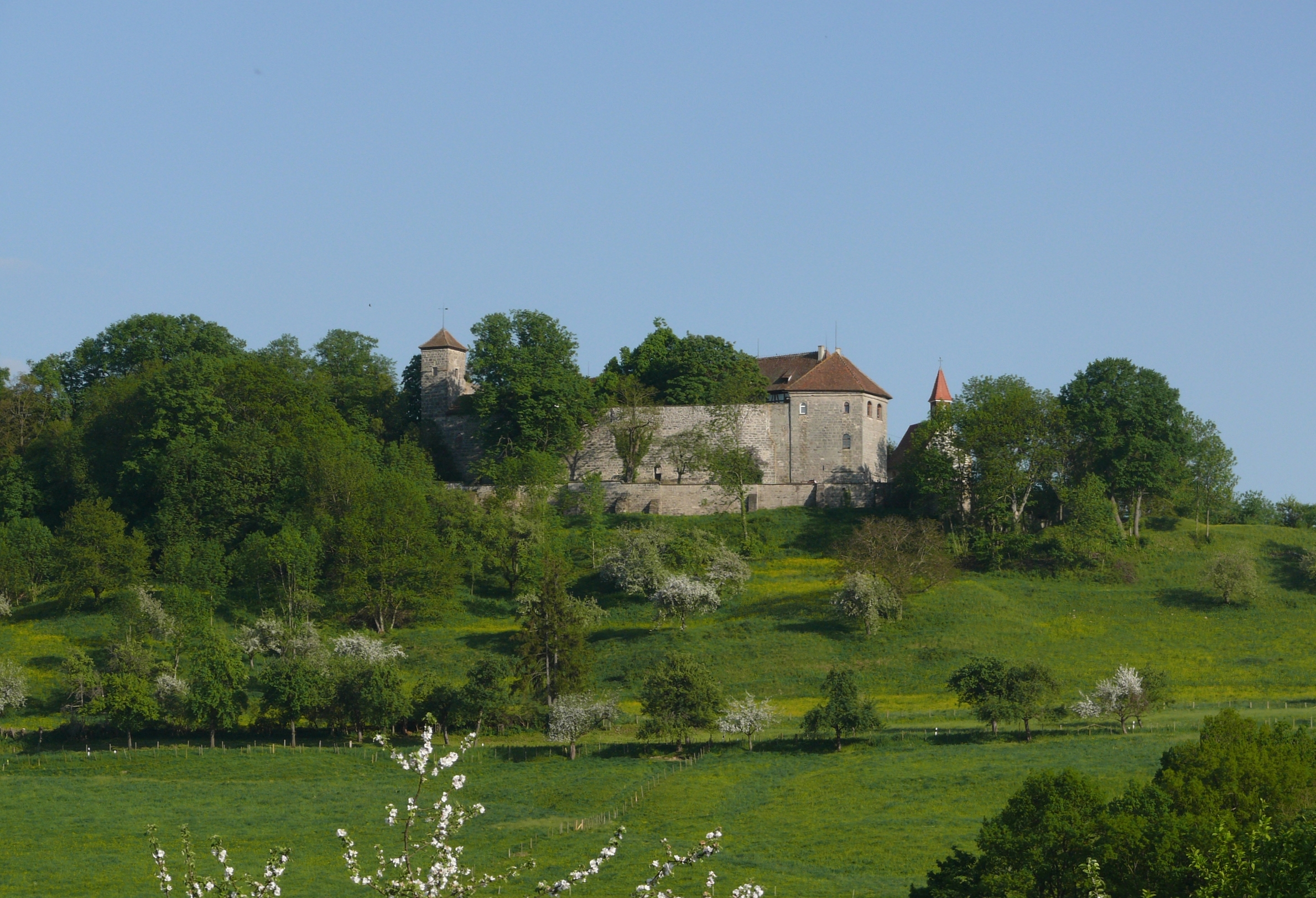
Blick nach Süden auf die Tannenburg

## Sehenswürdigkeiten
- Tannenburg: eine Schildmauerburg auf einem Bergsporn etwa 1,5 km südöstlich des Ortskerns
- Gangolfskapelle: Kapelle am ehemaligen westlichen Ortsausgang, der umgewidmete Turm war einst Teil der Befestigung des Dorfes
- Sankt Georg: Pfarrkirche (Erbaut 1860)

## Wirtschaft und Infrastruktur

### Ansässige Unternehmen
AS-Motor GmbH & Co. KG, Unternehmen für Hochgrasmäher

### Bildung
Das Schulzentrum in Bühlertann besteht aus Grund-, Werkreal- und Realschule. Weiterführende Schulen befinden sich in den nahe gelegenen Städten Schwäbisch Hall, Crailsheim und Ellwangen.

### Verkehr
Bühlertann liegt an der L 1060 von Schwäbisch Hall nach Ellwangen; von dieser zweigt im Hauptort die L 1072 nach Bühlerzell im oberen Bühlertal ab.
Den öffentlichen Personennahverkehr besorgt der KreisVerkehr Schwäbisch Hall mit Bussen. Deren Linie 12 führt von Bühlerzell über Bühlertann und Obersontheim nach Schwäbisch Hall. Die im Tarifgebiet von OstalbMobil im Ostalbkreis beginnende Linie 13 wird im Wechsel mit Bussen beider Verbünde bedient, sie verkehrt von Ellwangen nach Bühlertann und dann als Expresslinie weiter bis Schwäbisch Hall. Daneben gibt es weniger frequentierte Buslinien nach Gaildorf und Crailsheim sowie lokale Zubringerlinien der Linie 12 im Schülerverkehr.
Anschluss an den Regionalverkehr der Deutschen Bahn hat Schwäbisch Hall über diese Buslinien. Am Bahnhof Schwäbisch Hall-Hessental und in Gaildorf liegen die nächsten Stationen an der Strecke Schwäbisch Hall-Hessental–Waiblingen für Verbindungen in Richtung Stuttgart, in Crailsheim an den Fernverkehr nach Nürnberg, in Ellwangen an den Regionalverkehr nach Ulm; die vier Bahnhöfe liegen auf der Straße etwa 13 bis 23 Kilometer entfernt.

## Persönlichkeiten
- Engla Kugler (–1614), Frau des Schmiedes Melchior Kugler, war die letzte in einem Hexenprozess hingerichtete Frau.
- Schürze (* 1991 oder 1992), Schlagersänger, Interpret des Ballermann-Hits Layla (2022)